# الجيش الثالث (رومانيا)
الجيش الثالث (بالرومانية: Armata a 3-a Română) هو جيش ميداني تابع للقوات البرية الرومانية، تأسس في القرن التاسع وظل عاملًا إلى ما بعد الحرب الباردة، شارك ضمن صفوف الجيش الألماني خلال النصف الأول من الحرب العالمية الثانية كجزء من الجيش الحادي عشر الألماني التابع لمجموعة الجيوش الجنوبية، ثم تحوّلت قيادته أكثر من مرة أثناء مشاركته في المعارك داخل الحدود السوڤێتية وخاصة في أوكرانيا، والقرم، والقوقاز، حيث تولّى قيادته في هذه الأثناء الكولونيل پيترى دوميتريسكو.